# First Missouri State Capitol State Historic Site

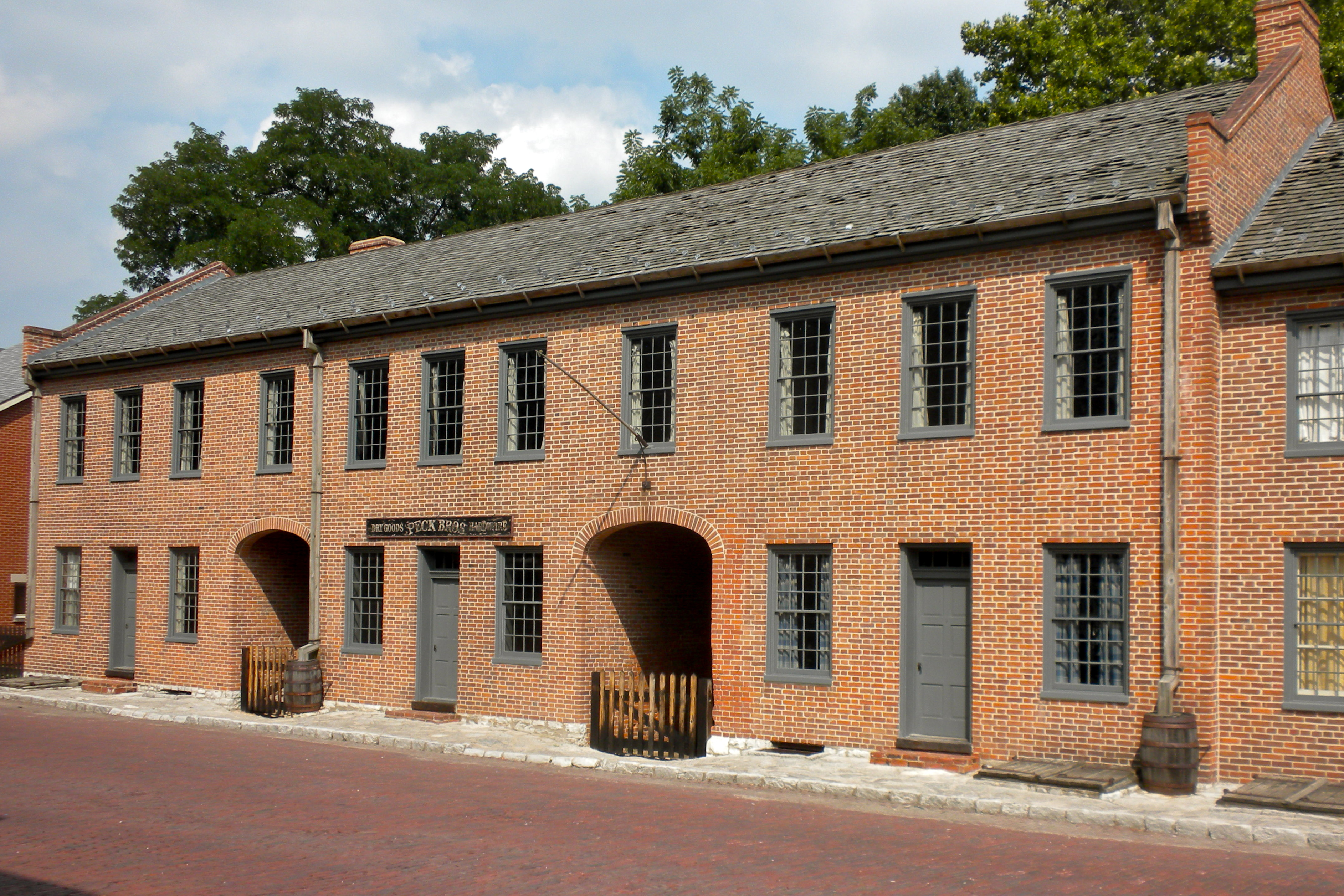

Die First Missouri State Capitol State Historic Site ist eine historische Gedenkstätte für den ersten Verwaltungssitz des jungen US-Bundesstaates Missouri von 1821 bis 1826. Der 0,27 ha große State Park liegt in St. Charles im St. Charles County des US-Bundesstaates Missouri. Der Katy Trail State Park führt direkt an dem Anwesen vorbei und trennt es vom Ufer des in Sichtweite vorbeifließenden Missouri River.
Bevor Missouri offizieller Bundesstaat wurde, wurden die territorialen Verwaltungsangelegenheiten an wechselnden Orten in St. Louis abgewickelt. Als mit 1821 ein Zeitpunkt für die Staatsgründung von Missouri absehbar war, sollte ein fester Regierungssitz geschaffen werden und auf einem bislang unbebautes Gelände am Missouri River sollte Jefferson City als künftige Hauptstadt entstehen. Die Planung und der Bau eines Regierungsgebäudes wurde in Angriff genommen und für die Übergangszeit bis zur Fertigstellung musste ein anderer Platz für die Regierungsgeschäfte gefunden werden. Neun Städte hatten sich als Übergangssitz beworben und St. Charles bekam den Zuschlag.
Am 25. November 1820 erklärte der Gouverneur Alexander McNair St. Charles zur ersten Hauptstadt von Missouri. Die erste Sitzung fand am 4. Juni 1821 in dem neuen vorübergehenden Capitol statt. Der Sitzungssaal war ebenso im ersten Stock des Backsteingebäudes untergebracht wie auch das Büro des Gouverneurs und Räume für den Senat. Im Erdgeschoss hatten die Brüder Charles und Ruluff Peck einen Gemischtwarenladen eingerichtet.
Bis zum 1. Oktober 1826 wickelten insgesamt 4 Gouverneure die Staatsangelegenheiten in St. Charles ab, danach konnte der nun fertiggestellte neue und dauerhafte Regierungssitz in der neuen Hauptstadt Jefferson City bezogen werden.
1960 erwarb der Staat das langsam verfallende Anwesen und begann mit einer 10 Jahre andauernden Restaurierung. Elf Räume in dem Gebäudekomplex wurden in den Originalzustand versetzt und weitere neun Räume mit Möbeln und Einrichtungsgegenständen aus der Zeit von 1821 bis 1826 ausgestattet. Auch der Gemischtwarenladen der Gebrüder Peck wurde auf eine Weise eingerichtet, die in den frühen 1800er Jahren üblich war.